# Transposition (matematik)
 For alternative betydninger, se Transposition. (Se også artikler, som begynder med Transposition)
En permutation der ombytter to elementer kaldes for en transposition og betegnes ofte τ (τ er et lille græsk tau). En transposition er sin egen inverse; dette betyder, at hvis τ sender x i y og y i x, da vil den inverse transposition τ-1 sende y i x og x i y.